# ISTAF
ISTAF (Internationales Stadionfest Berlin) er et berømt og traditionsrigt atletikstævne som arrangeres årligt i Berlin.
ISTAF er blevet arrangeret regelmæssigt siden 1937, siden 1955 hvert år på Olympiastadion Berlin (i 2002 og 2003 blev ISTAF arrangeret i Friedrich-Ludwig-Jahn-Sportpark på grund af ombygningsarbejde). ISTAF blev ikke arrangeret under og nogle år efter 2. verdenskrig.
I årenes løb er der sat 15 verdensrekorder under ISTAF-stævner, blandt andet tidenes første højdespring over to meter af Rosemarie Ackermann fra DDR 26. august 1977. I dag er ISTAF et af de seks Golden League-stævner.